# Tunnläppad multe
Tunnläppad multe (Liza ramado) är en fiskart i familjen multar.

## Utseende
Den tunnläppade multen är silverfärgad med längsgående ränder i blått eller grönt på sidorna. Överläppen är tunn och slät (mindre än pupillens diameter, till skillnad från den närstående arten tjockläppad multe, som har kraftig och vårtig överläpp). Arten har ofta en svart fläck vid basen av bröstfenan.  Längden kan nå upp till 70 centimeter och maxvikten till 2,9 kilogram.

## Utbredning
Utbredningsområdet omfattar nordöstra Atlanten från Brittiska öarna och södra Norge till Medelhavet, Svarta havet och Marocko. Har påträffats i Danmark, Sverige och Finland.

## Vanor
Den tunnläppade multen lever i kustnära vatten och kan gå upp i brackvatten och sötvatten i flodernas nedre lopp. Den skyr inte förorenade vatten. Arten lever av alger, döda växtdelar, mindre bottendjur och djurplankton samt fiskägg och -larver.

### Fortplantning
Hanen blir könsmogen vid en ålder av 2 till 3 år, honan vid minst 4 års ålder. Leken sker i öppet hav, och ej norr om Engelska kanalen. Honan lägger flera miljoner pelagiska ägg.